# Kyle Bornheimer
Kyle Edward Bornheimer (* 10. September 1975 in Mishawaka, Indiana) ist ein US-amerikanischer Schauspieler.

## Leben und Karriere
Kyle Bornheimer wurde in Mishawaka geboren. Er besuchte die St. Monica School als Grundschüler. 1994 beendete er die High School auf der Marian High School in South Bend.
Zu Anfang seiner Karriere erschien Bornheimer in nationalen Werbespots, unter anderem für Geico, Stanley Black & Decker und T-Mobile. Diese Werbespots waren immer eine halbe Minute lang, deswegen wurde er auch unter dem Namen Half-Minute Man bekannt.
Bekanntheit außerhalb der Werbung erlangte er durch seine Rolle des Sam Briggs in Worst Week. Die Produktion der Serie wurde jedoch nach der ersten Staffel eingestellt. Eine weitere Hauptrolle spielte er in der Serie Romantically Challenged. Die Serie wurde allerdings einen Monat nach Ausstrahlung und sechs ausgestrahlten Episoden im Mai 2011 von ABC abgesetzt. Im darauffolgenden Jahr hatte Bornheimer eine Hauptrolle in der NBC-Sitcom Perfect Couples an der Seite von Mary Elizabeth Ellis, David Walton und Olivia Munn. Die Serie wurde jedoch ebenfalls nach der ersten Staffel von NBC eingestellt.
Ab Mai 2013 war Bornheimer in der Comedyserie Family Tools von ABC an der Seite von Leah Remini zu sehen. Jedoch wurde die Serie schon nach der Ausstrahlung der zweiten Folge abgesetzt.

## Filmografie (Auswahl)
- 2005: Monk (Fernsehserie, eine Folge)
- 2005: O.C., California (The O. C., Fernsehserie, eine Folge)
- 2005: How I Met Your Mother (Fernsehserie, eine Folge)
- 2005: Medium – Nichts bleibt verborgen (Medium, Fernsehserie, eine Folge)
- 2006: Will & Grace (Fernsehserie, eine Folge)
- 2006: Weeds – Kleine Deals unter Nachbarn (Weeds, Fernsehserie, eine Folge)
- 2007: Das Büro (The Office, Fernsehserie, eine Folge)
- 2008: Girlfriends (Fernsehserie, eine Folge)
- 2008: Breaking Bad (Fernsehserie, eine Folge)
- 2008–2009: Worst Week (Fernsehserie, 16 Folgen)
- 2010: Better Off Ted – Die Chaos AG (Better off Ted, Fernsehserie, eine Folge)
- 2010: Zu scharf um wahr zu sein (She’s Out of My League)
- 2010: Chuck (Fernsehserie, eine Folge)
- 2010: Royal Pains (Fernsehserie, eine Folge)
- 2010: Du schon wieder (You Again)
- 2010–2011: Perfect Couples (Fernsehserie, 13 Folgen)
- 2010–2011: Romantically Challenged (Fernsehserie, 6 Folgen)
- 2012: Bent (Fernsehserie, eine Folge)
- 2012: Die Hochzeit unserer dicksten Freundin (Bachelorette)
- 2013: Me Him Her
- 2013: Arrested Development (Fernsehserie, eine Folge)
- 2013: Family Tools (Fernsehserie, 10 Folgen)
- 2013: The Big Wedding
- 2014: Those Who Kill (Fernsehserie, 5 Folgen)
- 2014, 2017–2018: Brooklyn Nine-Nine (Fernsehserie, 5 Folgen)
- 2014: The Last Time You Had Fun
- 2015: Marvel’s Agent Carter (Fernsehserie, 3 Folgen)
- 2015: The D-Train
- 2016: Better Call Saul (Fernsehserie, eine Episode)
- 2016: Westworld (Fernsehserie, eine Episode)
- 2017: Modern Family (Fernsehserie, eine Episode)
- 2018: Love (Fernsehserie, 2 Episoden)
- 2019: Marriage Story
- 2020: Timmy Flop: Versagen auf ganzer Linie (Timmy Failure: Mistakes Were Made)
- 2020: Onward: Keine halben Sachen (Onward, Stimme)
- 2020: Die Turteltauben (The Lovebirds)